# Catarhoe
Catarhoe là một chi bướm đêm thuộc họ Geometridae.

## Các loài
- Catarhoe arachne Wiltshire, 1967
- Catarhoe basochesiata (Duponchel, 1831)
- Catarhoe cuculata – Royal Mantle (Hufnagel, 1767)
- Catarhoe cupreata (Herrich-Schäffer, 1838)
- Catarhoe permixtaria (Herrich-Schäffer, 1851)
- Catarhoe putridaria (Herrich-Schäffer, 1852)
- Catarhoe rubidata – Ruddy Carpet (Denis & Schiffermüller, 1775)
- Catarhoe yokohamae (Butler, 1881)

## Hình ảnh

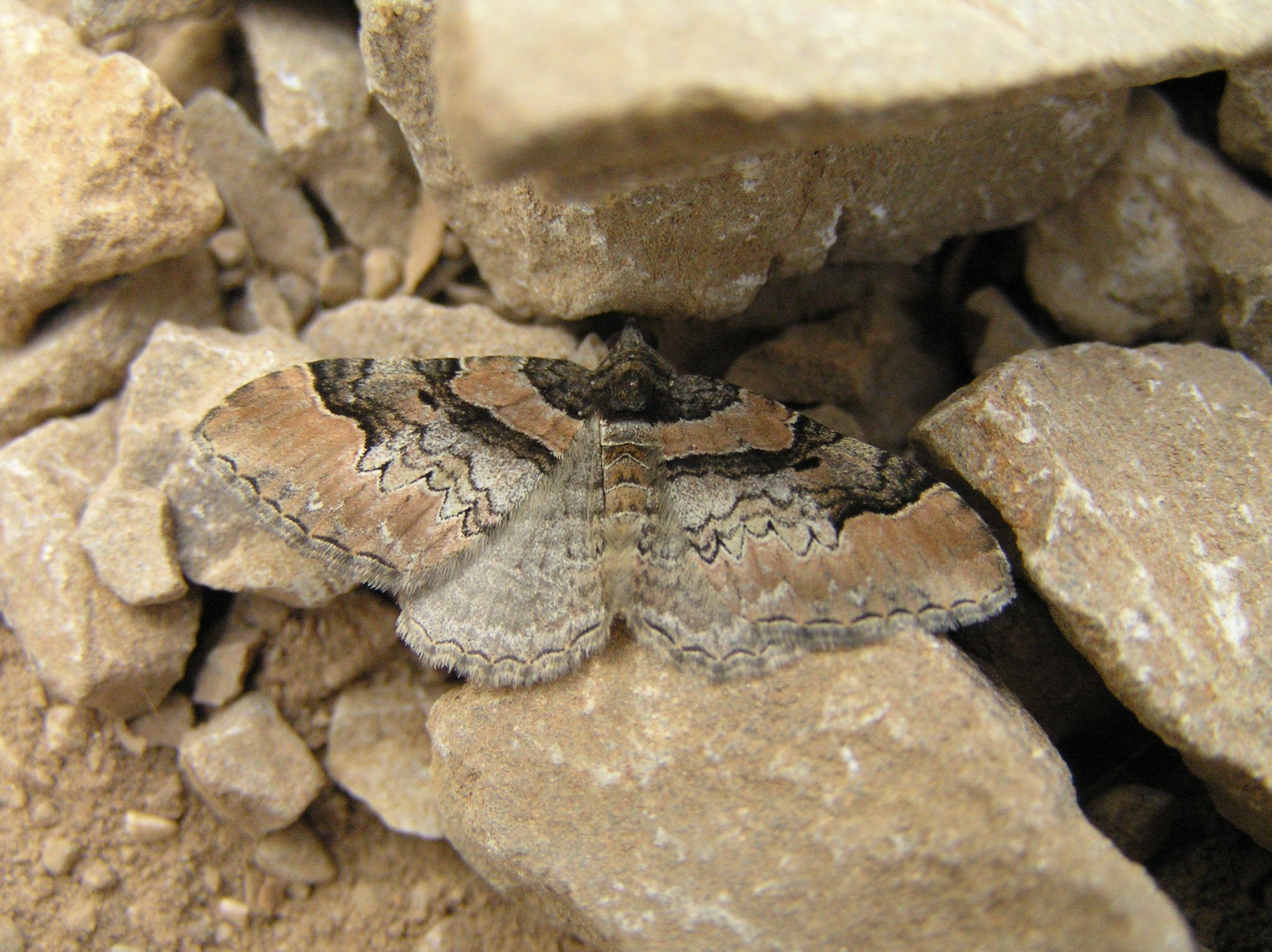